# Lowick (Cumbria)
Lowick è un villaggio e parrocchia civile dell'Inghilterra, appartenente alla contea della Cumbria.